# Coming Up
Pour les articles homonymes, voir Coming Up (homonymie).
Singles de Paul McCartney
Wonderful Christmastime
(1979) Waterfalls
(1980)
Coming Up est une chanson écrite, composée et interprétée par Paul McCartney et parue sur l'album McCartney II en 1980.

## Historique
La chanson, tout comme le reste de l'album dont tous les instruments sont joués par McCartney, a un style minimaliste et synthétique traité avec humour. Linda, son épouse, chante les chœurs.
Coming Up est enregistré en juillet 1979 pour le second album de McCartney sous son seul nom et est présenté en exclusivité lors de la tournée au Royaume-Uni avec son groupe Wings.
Avec ce titre, McCartney renoue avec le succès, après l'accueil public et critique mitigé de son précédent album Back to the Egg, le dernier enregistré avec le groupe Wings. Coming Up se classe premier du Billboard Hot 100 aux États-Unis et deuxième des ventes britanniques.
La légende veut que ce soit en écoutant Coming Up, qui passait alors beaucoup à la radio, que John Lennon, qui avait aimé la chanson, trouva la motivation d'aller enregistrer  Double Fantasy  alors qu'il n'avait pas publié d'album depuis 1975.
On peut entendre cette chanson dans le film français Le Grand Bain, de Gilles Lellouche, sorti en 2018.

## Parution
La chanson est parue en single le 11 avril 1980 en version studio, créditée à Paul McCartney. La face B contient la version live, enregistrée le 17 décembre 1979 avec le groupe Wings à Glasgow, en Écosse, et créditée comme telle. L'instrumental Lunch Box/Odd Sox, qui a été enregistré le 20 janvier 1975 au studio Sea-Saint (en) d'Allen Toussaint à La Nouvelle-Orléans lors des séances de l'album Venus and Mars, est ajouté en bonus.
L'album McCartney II sort le mois suivant, le 16 mai 1980, avec Coming Up comme piste d'ouverture.

## Clip vidéo
Dans le vidéoclip de Coming Up, Paul McCartney interprète dix rôles : lui-même en deux versions, celle du chanteur solo période actuelle et celle du bassiste version Beatles 1964 ;  il prend aussi le rôle de deux guitaristes, d'un batteur, d'un claviériste et des quatre saxophonistes. Son épouse, Linda McCartney, interprète deux choristes, elle-même et sa version masculine. Le « groupe » identifié comme The Plastic Mac sur la batterie (hommage -- ou satire ? -- au Plastic Ono Band, le groupe conceptuel de John Lennon), présente Paul s'amusant à jouer avec divers stéréotypes de musiciens de rock, dont certains sont reconnaissables. Ainsi, dans son commentaire audio sur la vidéo de 2007 The McCartney Years (en), McCartney a lâché les noms de Hank Marvin (guitariste des Shadows) et de Ron Mael, claviériste des Sparks (claviers), et un batteur vaguement inspiré par John Bonham de Led Zeppelin pour certains ou d'Animal, le batteur du Muppet Show pour d'autres. Alors que d'autres comme les auteurs Joe Goodden, Fred Bronson ou Kenneth Womack ont suggéré qu'il y avait d'autres parodies identifiables dans la vidéo, comme David Gilmour, Andy Mackay, Frank Zappa et Buddy Holly, McCartney a déclaré que les autres rôles étaient simplement des ajouts comiques.
La vidéo a été présentée la première fois au Royaume-Uni sur le The Kenny Everett Video Show le 14 avril 1980 et aux États-Unis sur le Saturday Night Live du 17 mai 1980[réf. nécessaire].

## Personnel
Version studio
- Paul McCartney : chant, guitare, basse, claviers, batterie, percussion
- Linda McCartney : chœurs

Version live
- Paul McCartney : basse, chant
- Londe McCartney : claviers, chœurs
- Denny Laine : guitare, chœurs
- Laurence Juber : guitare
- Steve Holley : batterie
- Thaddeus Richard : saxophone
- Howie Casey : saxophone
- Steve Howard : trompette
- Tony Dorsey : trombone

## Classements et certifications
| Classement (1980)                      | Meilleure place |
| -------------------------------------- | --------------- |
| Royaume-Uni (UK Singles Chart)         | 2               |
| États-Unis (Hot 100)                   | 1               |
| Canada (RPM 100 Singles)               | 1               |
| Australie (Kent Music Report)          | 2               |
| Nouvelle-Zélande (RMNZ)                | 2               |
| France (IFOP)                          | 12              |
| Belgique (Flandre Ultratop 50 Singles) | 18              |
| Allemagne (Media Control AG)           | 11              |
| Autriche (Ö3 Austria Top 40)           | 15              |
| Pays-Bas (Single Top 100)              | 20              |
| Norvège (VG-lista)                     | 2               |

| Classement (1980)             | Meilleure place |
| ----------------------------- | --------------- |
| Australie (Kent Music Report) | 22              |
| Canada (RPM 100 Singles)      | 11              |
| Nouvelle-Zélande (RIANZ)      | 12              |
| États-Unis (Hot 100)          | 7               |

### Ventes et certifications
| Pays              | Certification | Ventes    |
| ----------------- | ------------- | --------- |
| États-Unis (RIAA) | Or            | 1 000 000 |
| Royaume-Uni (BPI) | Argent        | 250 000   |
| France (SNEP)     | non certifié  | 150 000   |